# Кожемякин, Владилен Иванович
Владиле́н Ива́нович Кожемя́кин (18 ноября 1931 — 16 октября 1984) — русский советский поэт.

## Биография
Учился в Ростовском государственном университете, окончил Литературный институт имени А. М. Горького.
Жил и работал в  Кирове, Магадане, Пензе, Мурманске, откуда ходил в Баренцево море матросом тралового флота. 
Стихотворение «Баллада о детях Большой Медведицы», написанное совместно с Олегом Куваевым, положенное на музыку Станислава Пожлакова впервые прозвучало в 1972 году в художественном телефильме «Идущие за горизонт» режиссёра Н. Калинина, а так же в фильме «Территория» режиссёра А. Мельника (2014).
Совместно с Альбертом Лихановым в 1963 году основал литературный клуб «Молодость». Руководителями клуба в последующие годы были Л. В. Дьяконов, М. П. Чебышева, Н. И. Перминова, Т. К. Николаева, Н. В. Пересторонин.
В 1966 году переехал в Куйбышев, где работал телевизионным журналистом, репортёром газеты «Волжская коммуна», руководителем отдела пропаганды писательской организации. 
Стихи публиковались в газетах «Комсомольская правда», «Магаданская правда», «Магаданский комсомолец», в альманахе «На Севере Дальнем», в журналах «Наш современник», «Молодая гвардия». 
Автор семи поэтических сборников: «Жёлтая акация» (1960), «Полюс тепла» (1963), «Родня» (1974), «Дальняя дорога» (1977), «Отчая земля» (1980), «Потому что люблю...» (1984), «Ночная смена» (1985). Член Союза писателей СССР. Убит в Куйбышеве.

Погиб Владилен Иванович в самом расцвете своего таланта. Осталась оборванной буквально на полуслове поэма, над которой он работал. Погиб более чем странно, и почему-то писательская организация, к которой он был приписан строкой и судьбой, не стала доискиваться до истины, настаивать на проведении расследования гибели поэта. Мистика судьбы Кожемякина в том, что его гибель пришлась на очередную годовщину профессионального праздника Дня работников леса – русского леса, который в лице поэта потерял одного из самых вдохновенных своих заступников.— Кан Д. Е. «ГОРИТ ОСИНА ИЗНУТРИ...» О самарском поэте Владилене Кожемякине»

Поскольку непоседливый Владилен укатил к друзьям по Литературному институту в город Куйбышев (Самару), где ему обещали квартиру, за становление литобъединения взялся известный поэт Леонид Владимирович Дьяконов. Он придал «Молодости» ещё большую крылатость. Не раз звал Владилен меня и других кировских писателей в гости в Куйбышев. Там он возглавлял бюро пропаганды художественной литературы и, конечно, мог устроить встречи и в областном центре, и в городе Тольятти. Сам Владилен много ездил, возил гостей по волжским городам. Жаль жизнь этого непоседливого, увлечённого человека и даровитого поэта внезапно оборвалась: он был убит какими-то негодяями на окраине города, в гаражах.— Ситников В. А. «Вот такая вот вечная «Молодость» - ВяткаКиров.RU»